# Halowe Mistrzostwa Świata w Lekkoatletyce 2004 – bieg na 3000 m kobiet
Bieg na 3000 m kobiet – jedna z konkurencji rozgrywanych podczas halowych mistrzostw świata w lekkoatletyce w 2004. Eliminacje odbyły się 5 marca, a finał został rozegrany 7 marca.
Do eliminacji zgłoszonych zostało 18 zawodniczek z 13 państw.
Zawody w tej konkurencji wygrała reprezentantka Etiopii Meseret Defar. Drugą pozycję zajęła także etiopska zawodniczka Berhane Adere, trzecią zaś reprezentująca Stany Zjednoczone Shayne Culpepper.

## Wyniki

### Eliminacje
Źródło: 
Bieg 1
| Miejsce | Zawodniczka         | Państwo           | Wynik   | Uwagi |
| ------- | ------------------- | ----------------- | ------- | ----- |
| 1.      | Berhane Adere       | Etiopia           | 8:49,76 |       |
| 2.      | Jelena Zadorożna    | Rosja             | 8:50,73 | SB    |
| 3.      | Maryna Dubrowa      | Ukraina           | 8:51,04 |       |
| 4.      | Marta Domínguez     | Hiszpania         | 8:51,05 | SB    |
| 5.      | Hayley Tullett      | Wielka Brytania   | 8:51,27 |       |
| 6.      | Sabrina Mockenhaupt | Niemcy            | 8:52,03 |       |
| 7.      | Veerle Dejaeghere   | Belgia            | 8:55,97 | SB    |
| 8.      | Shayne Culpepper    | Stany Zjednoczone | 8:57,48 |       |
| 9.      | Dorcus Inzikuru     | Uganda            | 9:21,48 |       |

Bieg 2
| Miejsce | Zawodniczka          | Państwo           | Wynik   | Uwagi |
| ------- | -------------------- | ----------------- | ------- | ----- |
| 1.      | Meseret Defar        | Etiopia           | 8:57,39 |       |
| 2.      | Joanne Pavey         | Wielka Brytania   | 8:58,05 |       |
| 3.      | Maria McCambridge    | Irlandia          | 8:59,11 |       |
| 4.      | Galina Bogomołowa    | Rosja             | 8:59,65 |       |
| 5.      | Wioletta Frankiewicz | Polska            | 9:02,58 |       |
| 6.      | Zahra Ouaziz         | Maroko            | 9:05,19 |       |
| 7.      | Maria Martins        | Francja           | 9:06,40 |       |
| 8.      | Carrie Tollefson     | Stany Zjednoczone | 9:08,64 |       |
| 9.      | Fatiha Baouf         | Belgia            | 9:16,16 |       |

### Finał
Źródło: 
| Miejsce | Zawodniczka         | Państwo           | Wynik   | Uwagi |
| ------- | ------------------- | ----------------- | ------- | ----- |
| 01 !    | Meseret Defar       | Etiopia           | 9:11,22 |       |
| 02 !    | Berhane Adere       | Etiopia           | 9:11,43 |       |
| 03 !    | Shayne Culpepper    | Stany Zjednoczone | 9:12,15 |       |
| 4.      | Marta Domínguez     | Hiszpania         | 9:12,85 |       |
| 5.      | Joanne Pavey        | Wielka Brytania   | 9:13,09 |       |
| 6.      | Jelena Zadorożna    | Rosja             | 9:13,70 |       |
| 7.      | Sabrina Mockenhaupt | Niemcy            | 9:13,70 |       |
| 8.      | Maryna Dubrowa      | Ukraina           | 9:14,34 |       |
| 9.      | Maria McCambridge   | Irlandia          | 9:14,72 |       |
| 10.     | Veerle Dejaeghere   | Belgia            | 9:15,21 |       |
| 11.     | Galina Bogomołowa   | Rosja             | 9:17,15 |       |
| –       | Hayley Tullett      | Wielka Brytania   | DNS     |       |